# Gouvernement Benbitour
République algérienne
Hamdani Benflis I
Le gouvernement d'Ahmed Benbitour était le gouvernement algérien en fonction du 23 décembre 1999 au  26 août 2000.

## Composition
| Portefeuille | Ministre                  |
| --- | ------------------------- |
| Chef du gouvernement | Ahmed Benbitour           |
| Ministre d'État Ministre de la Justice | Ahmed Ouyahia             |
| Ministre de l'Intérieur et des Collectivités locales                                                                                       | Noureddine Yazid Zerhouni |
| Ministre des Affaires étrangères | Youcef Yousfi             |
| Ministre des Finances | Abdelatif Benachenhou     |
| Ministre de la Participation et de la Coordination des Réformes                                                                            | Abdelhamid Temmar         |
| Ministre des Ressources en eau | Salim Saadi               |
| Ministre de la Petite et Moyenne entreprise et de la Petite et Moyenne industrie                                                           | Noureddine Boukrouh       |
| Ministre de l'Énergie et des Mines | Chakib Khelil             |
| Ministre de l'Éducation nationale | Aboubakr Benbouzid        |
| Ministre de la Communication et de la Culture                                                                                              | Abdelmadjid Tebboune      |
| Ministre de l'Enseignement supérieur et de la Recherche scientifique                                                                       | Amar Sakhri               |
| Ministre de la Jeunesse et des Sports | Abdelmalek Sellal         |
| Ministre du Commerce | Mourad Medelci            |
| Ministre des Postes et Télécommunications                                                                                                  | Mohamed Maghlaoui         |
| Ministre de la Formation professionnelle                                                                                                   | Younes Karim              |
| Ministre des Affaires religieuses et des Habous                                                                                            | Bouabdellah Ghlamallah    |
| Ministre de l'Habitat | Abdellah Bounekraf        |
| Ministre de l'Industrie et de la Restructuration                                                                                           | Abdelmadjid Menasra       |
| Ministre du Travail, de la Protection sociale                                                                                              | Bouguerra Soltani         |
| Ministre chargé de la Solidarité nationale                                                                                                 | Djamel Ould Abbes         |
| Ministre des Moudjahidine | Mohamed Cherif Abbas      |
| Ministre de l'Agriculture | Saïd Barkat               |
| Ministre chargé des Relations avec le Parlement                                                                                            | Abdelouahab Derbal        |
| Ministre de la Santé et de la Population                                                                                                   | Amara Benyounès           |
| Ministre des Travaux publics, de l'Aménagement du territoire, de l'Environnement et de l'Urbanisme                                         | Mohamed Ali Boughazi      |
| Ministre du Tourisme et de l'Artisanat | Lakhdar Dorbani           |
| Ministre des Transports | Hamid Lounaouci           |
| Ministre de la Pêche et des Ressources halieutiques                                                                                        | Amar Ghoul                |
| Ministres délégués |                           |
| Ministre délégué auprès du Ministre des Affaires étrangères, chargé de la Communauté nationale à l'étranger et de la Coopération régionale | Abdelaziz Ziari           |
| Ministre délégué au Budget | Ali Brahiti               |
| Ministre auprès du Chef du gouvernement, chargé du Gouvernorat d'Alger                                                                     | Cherif Rahmani            |
| Ministre délégué auprès du Ministre de l'Intérieur, chargé des Collectivités locales                                                       | Abdelmadjid Tebboune      |